# Gongshu
Gongshu en chino: Kong-Shú, lit. 'Gong3shu4.ogg' (en chino simplificado, 拱墅区; pinyin, Gǒngshù qū) es un distrito urbano bajo la administración directa de la Subprefectura de Hangzhou. Se ubica en la provincia de Zhejiang, este de la República Popular China. Su área es de 69 km² y su población total para 2010 fue más de 500 mil habitantes.

## Administración
Desde abril de 2021 el distrito de Gongshu se divide en 18 pueblos que se administran en subdistritos.